# 국제 왼손잡이의 날
국제 왼손잡이의 날(International Lefthanders Day)은 왼손잡이의 인권 신장과 인식 변화, 왼손 사용에 대한 편견 개선을 추구하는 날로, 매년 8월 13일이다. 1976년에 제정되었다.
8월 13일로 지정된 이유는 세계 최초로 국제 왼손잡이협회를 창립한 미국인 딘 켐벨(Dean R. Campbell)의 생일이기 때문이며, 이후 '영국 왼손잡이협회'의 노력으로 1992년부터 공식 기념일로 지정되어 행사가 열리게 되었다. 해마다 오른손잡이들에게 왼손잡이용 병따개나 가위 등을 통해 왼손잡이의 일상을 체험하게 하고 왼손만 사용하는 게임을 하는 방식으로 왼손잡이가 겪는 고충을 알리고, 오른손 중심의 생활용품의 개선을 촉구하는 이벤트를 펼친다. 2008년에는 전 세계 네티즌을 대상으로 배우 안젤리나 졸리, 가수 폴 매카트니, 스포츠 선수 라파엘 나달, 정치인 버락 오바마 등을 후보로 투표를 실시해 오바마 대통령을 '올해의 왼손잡이'로 선정하기도 했다.